# Sreten Asanović
Sreten Asanović (n. 22 februarie 1931, Donji Kokoti, Municipiul Podgorica, Muntenegru – d. 3 iunie 2016) a fost un scriitor din Muntenegru, primul care a pus bazele prozei scurte în această țară. Asanović s-a născut în Donji Kokoti, în apropiere de Podgorița. A terminat școala de pedagogie, concentrându-se pe educația preșcolară. 
Asanović a publicat prima sa povestire în revista Omladinski pokret, în care a contribuit anterior cu recenzii de filme și a scris o coloană („Din viața oamenilor faimoși”). Din 1957 până în 1960, a fost redactor-șef al revistei Susreti din Titograd (Podgorița); editor al revistei din Sarajevo Oslobodjenje (Eliberare) din 1960 până în 1962; primul redactor-șef al revistei Odjek (Ecoul) din 1963 până în 1965; secretar al Comisiei pentru Cultură și Artă din Belgrad din 1965 până în 1972 și redactor șef al revistei din Titograd Stvaranje  (Revista de Creație) din 1973 până în 1989. 

## Lucrări publicate

### Cărți
- Dugi trenuci (Momente lungi). Cetinje : Narodna knjiga (1956)
- Ne gledaj u sunce (Nu te uita la Soare ). Cetinje: Obod (1960)
- Igra Vatrom (Joaca cu focul). Sarajevo : Svjetlost (1966)
- Lijepa Smrt (Frumoasa moarte[3], cu o prefață de Ratko Bozovic). Titograd: Graficki zavod - Luca (1971)
- Opojno pice (Băutură otrăvitoare,  cu o prefață de Milo Kralj). Belgrad : Rad (1977)
- Noc na golom brdu. Zagreb : Mladost (1980)
- O kulturi i stvaralastvu (Despre cultură și actul creației) (articole). Belgrad: Radnicka stampa (1981)
- Lice kao zemlja (O față ca pământul, într-o colecție de povestiri de Gojko Antic cu o prefață de Mirjana Strcic). Niksic : Univerzitetska rijec (1988)
- Putnik (Călător, un roman). Cetinje: Dignitas, 1994.
- Martiri i pelegrini (Martiri și pelerini). Ulcinj : Plima, 2000.
- Lucrări selectate (patru volume). Ulcinj: Plima (2003)
- Nomina. Ulcinj: Plima, 2006.
- Zvijezde padaju (Stele căzătoare, cu o prefață și postfață de Jovan Nikolaidis). Zagreb: NZCH și Plima.
- Prețul Kratke (Povestiri scurte). Cetinje Podgorica: OKF și Pobjeda, 2015.

### Alte lucrări
Asanović a apărut în Sablja (Sabia), o antologie de povestiri scurte editată de Camil Sijaric și publicată de Luca. El a scris prefața, postfața și notele cărții lui Cedo Vukovic,  Selection of Montenegrin 19th-Century Travelogues.  
Dramele lui Asanović To je ta zvijezda (Aceasta este steaua) și Samo kisa i vjetar (Doar ploaie și vânt) au fost transmise ca teatru radiofonic. A scris scenariile unor documentare despre cultura Muntenegrului, orașul Cetinje și cutremurul din 1979. Asanović a fost președinte al Asociației Scriitorilor din Muntenegru (în perioada 1973–1976), vicepreședinte al Uniunii Scriitorilor din Iugoslavia (în 1976–1979), președinte al Uniunii Scriitorilor din Iugoslavia (în 1979–1981), membru al redacției Institutului Lexicografic din Zagreb și redactor al departamentului său de literatură. 
Lucrările lui Asanović sunt incluse în enciclopedii, biografii și literaturi academice naționale și străine. Lijepa smrt a fost tradusă în albaneză (Vdekje e hieshme, Pristina, Rilindija 1975), macedoneană (Ubava smrt, Skopje, Misla, 1977), rusă (Raskazi, Moscova, Inostrana literatura 1977), română (Frumoasa moarte, București, Editura Univers 1978) și italiană (La bella morte, Salerno-Roma, Ripostes 1993). Povestirile lui Asanovic au fost publicate în ziare, reviste și antologii în peste 20 de limbi.

## Premii
- Trinaestojulska nagrada Skupstine SR Crne Gore (cel mai mare premiu național din Muntenegru) pentru Lijepa Smrt, 1972
- Oslobodjenje Titograda (Premiul Eliberarea Podgoriței) pentru cea mai bună lucrare literară (Igra vatrom), 1967
- Goranova nagrada (Premiul Goran) pentru cea mai bună carte sârbo-croată a anului (Noc na Golom Brdu), 1981
- Premiul Consiliului pentru Educație al Muntenegrului NR pentru povestirea „Dzelat” („Executorul”), 1954
- Premiul Asociației Scriitorilor din Muntenegru pentru colecția sa de povestiri Dugi trenuci (Momente lungi), 1957
- Premiul Stvaranje (Revista de Creație) pentru „Uspravani konjanik” („Călărețul adormit ”), 1959
- Medalia frăției și unității, 1976